# Anthony Muleta
Pas d'image ? Cliquez ici

a Compétitions nationales et continentales officielles uniquement.

Dernière mise à jour le 4 octobre 2022.
Anthony Muleta est un joueur de rugby à XV français, né le 31 janvier 1986 à Marseille (Bouches-du-Rhône), qui évolue au poste de talonneur au sein de l'effectif du Rugby club toulonnais (1,73 m pour 107 kg).

## Carrière
- 2007-2009 : RC Toulon

## Palmarès
- Champion de France de Pro D2 : 2008